# Antolín Monescillo y Viso
Antolín Monescillo y Viso (né le 2 septembre 1811 à Corral de Calatrava dans la province de Ciudad Real en Castille, et mort le 11 août 1897 à Tolède) est un cardinal espagnol de la fin du XIXe siècle.

## Biographie
Après son ordination, Monescillo travaille comme journaliste pour El Católico et El Pensamiento Español et fonde le journal La Cruz en 1842. Il est élu évêque de Calahorra y La Calzada en 1861, de Jaén en 1865 et archevêque de Tolède en 1877. Il participe au concile de Vatican I en 1869-1870.
Le pape Léon XIII  le crée cardinal lors du consistoire du  10 novembre 1884.
En 1895, sous l'influence de l'encyclique Rerum novarum, Monescillo publie un mandement où il attaque directement la tyrannie de l’argent et en particulier l’usure.

## Source
- Fiche du cardinal sur le site de la FIU